# Dâu tằm tơ

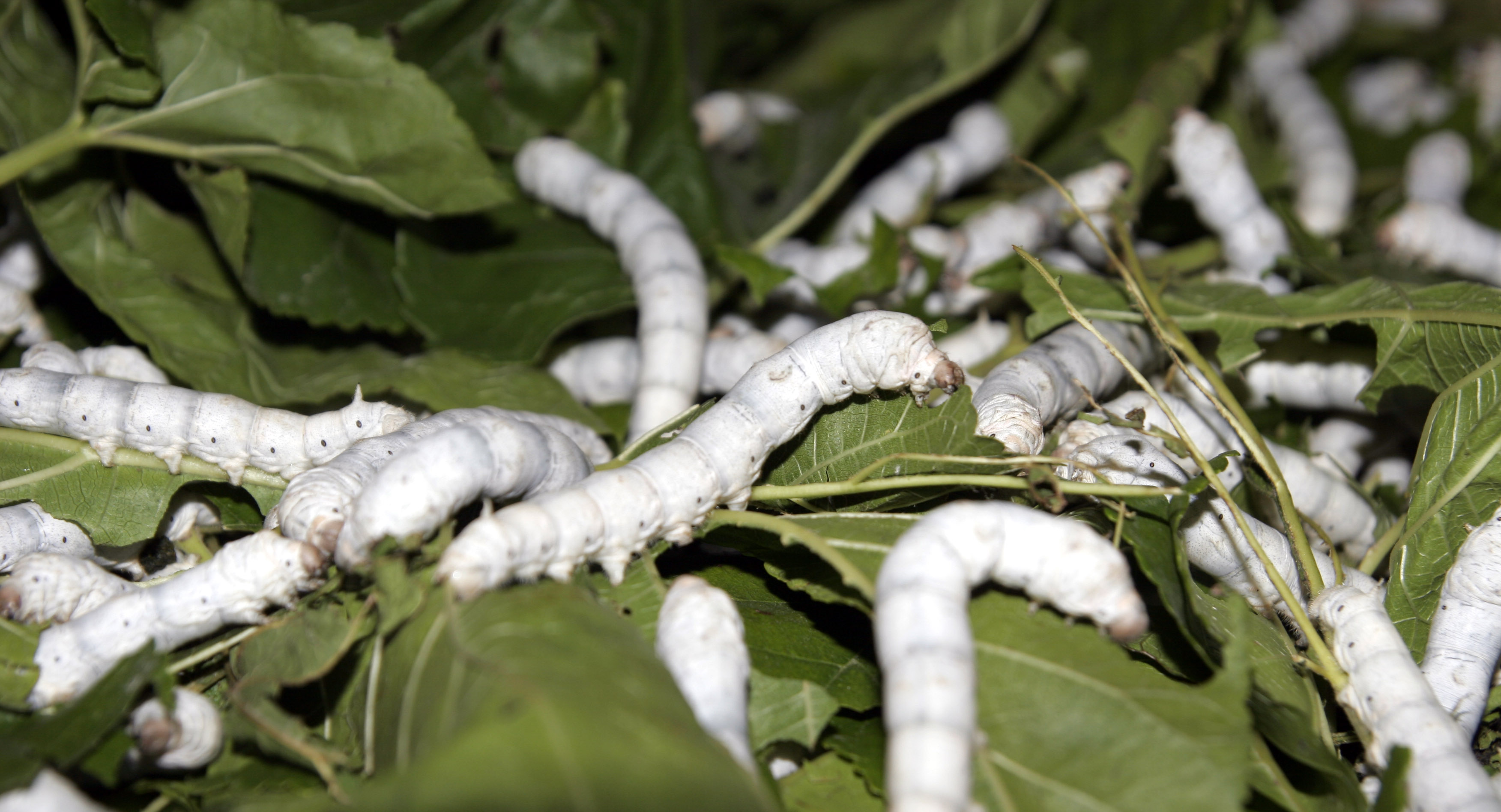
21 ngày tuổi ấu trùng tằm trên lá dâu

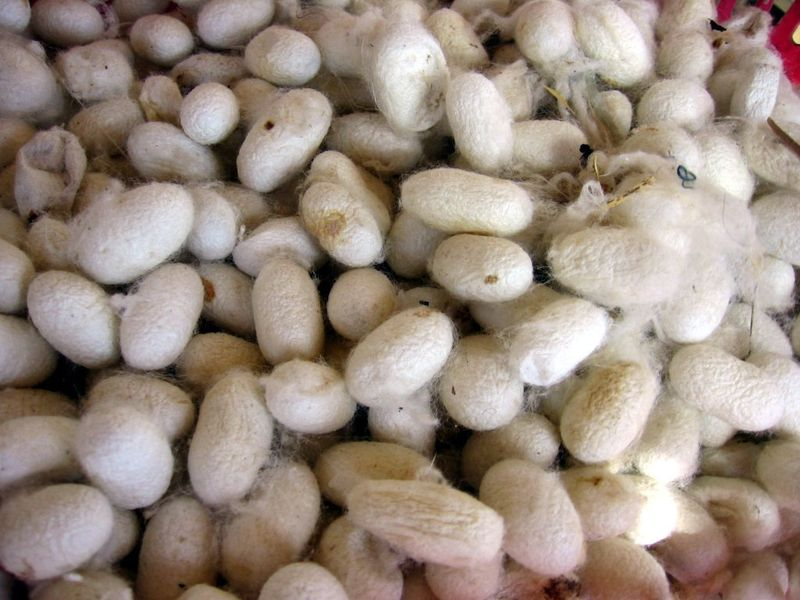
nhộng tằm

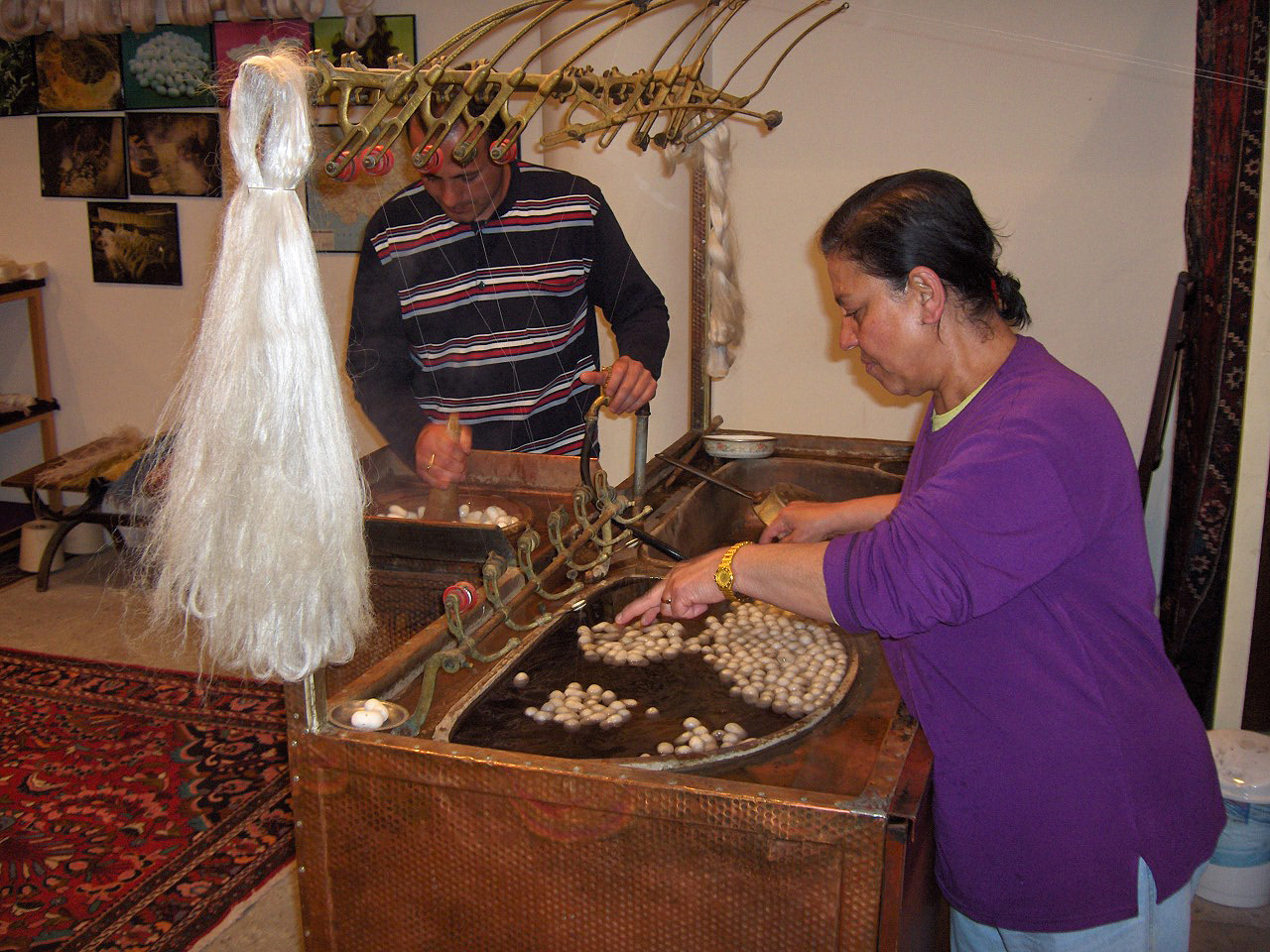
Bóc vỏ và kéo sợi tơ, làm thủ công

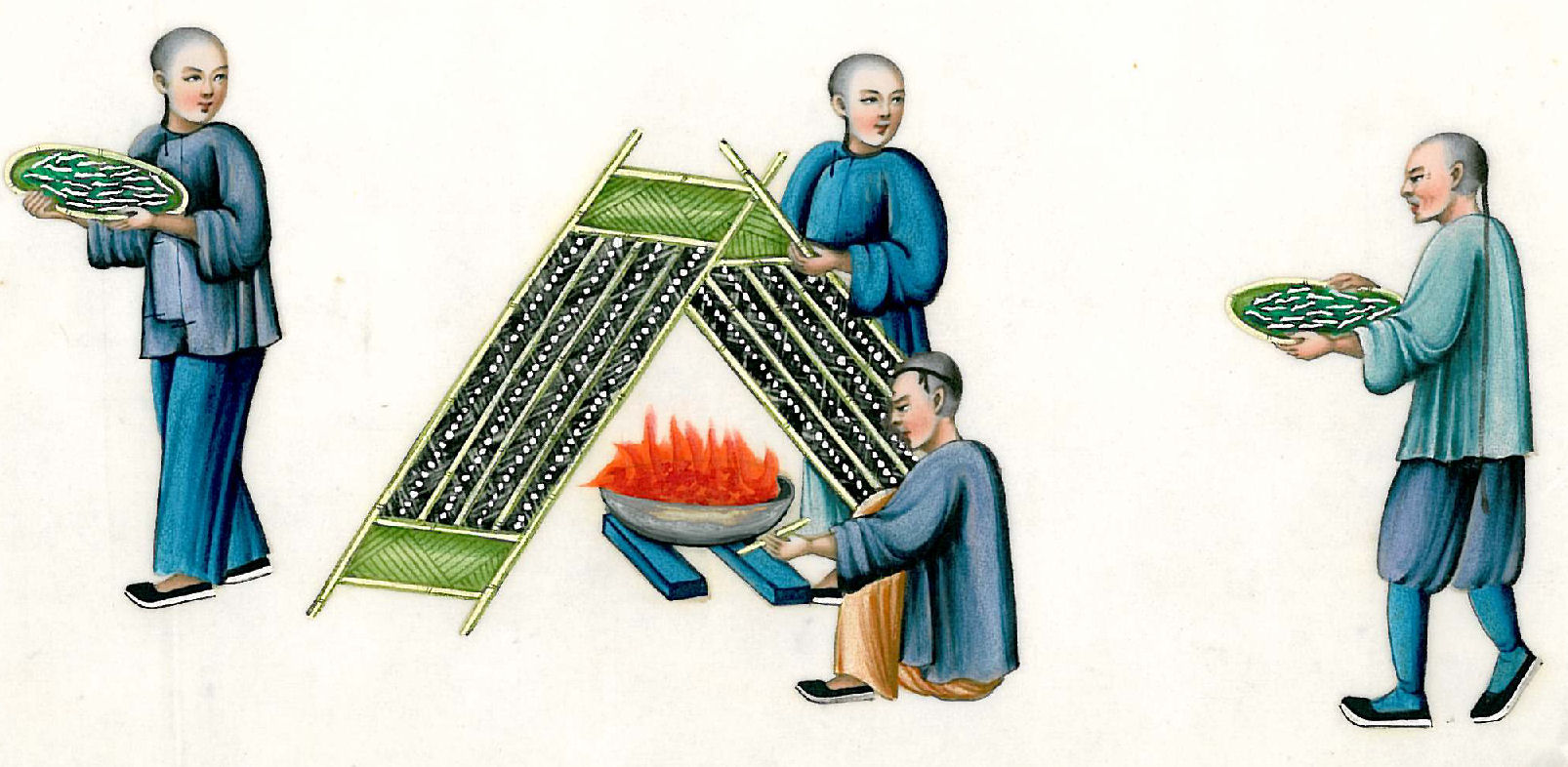
Công nghệ nuôi tằm, dệt vải xưa tại Trung Hoa

Dâu tằm tơ (tiếng Anh: Sericulture) là một ngành nghiên cứu về cây dâu, con tằm và tơ kén.

## Lịch sử
Trung Quốc là nước có nghề trồng dâu nuôi tằm sớm nhất thế giới, sau đó dâu tằm mới phát triển và lan rộng đến các vùng khác trên thế giới. Cách đây hơn 5.000 năm, người Trung Quốc đã biết thuần hoá và nuôi tằm. Năm 2018, khi khai quật Di chỉ Song Hòe Thụ tại thành phố Trịnh Châu ở Hà Nam có niên đại 5.300 năm, các nhà khảo cổ tìm thấy một chiếc ngà lợn rừng chạm khắc hình con tằm, dài 6,4 cm, rộng gần 1 cm và dày 0,1 cm. Đây là hình chạm khắc con tằm lâu đời nhất từng được phát hiện, là bằng chứng cho thấy người Trung Quốc ở trung tâm sông Hoàng Hà đã biết nuôi tằm và dệt lụa cách đây khoảng 5.300 năm. 
Cuốn Sử ký đã đề cập tới dâu tằm vào triều nhà Hạ (2.200 trước Công nguyên). Tơ lụa thời đó được dành riêng cho vua chúa và quý tộc để thể hiện quyền lực. Bí mật của ngành dâu tằm tơ được người Trung Quốc giữ kín rất lâu, phải tới khoảng năm 600 sau công nguyên ngành nghề này mới bị lộ và lan truyền sang các nước châu Âu bằng Con đường tơ lụa.
Theo một số tài liệu khác cho rằng nghề dâu tằm được lan truyền sang Triều Tiên vào khoảng năm 1.200 trước Công nguyên, sau đó là Nhật Bản thế kỷ thứ 3 trước Công nguyên, Ấn Độ giữa thế kỷ 2 trước Công nguyên.
Theo các nhà lịch sử phương Tây, cây dâu được trồng phát triển ở Ấn Độ thông qua Tây Tạng vào khoảng năm 1400 trước Công nguyên và nghề trồng dâu, nuôi tằm bắt đầu ở vùng châu thổ sông Hằng. Theo các nhà lịch sử Ấn Độ, nơi nuôi tằm đầu tiên ở đây là thuộc vùng núi Hymalaya. Khi người Anh đến Ấn Độ, do buôn bán tơ lụa mà nghề dâu tằm được phát triển và lan rộng sang vùng khác như Mysore, Jamu, Kashmir.
Ả Rập do nhập trứng tằm và hạt dâu từ Ấn Độ nên cũng là một trong những nơi sớm có nghề dâu tằm.
Vào thế kỷ 4, nghề dâu tằm được thiết lập ở Ấn Độ như là trung tâm của châu Á và tơ lụa được xuất khẩu tới Roma (Ý), nhưng đến thế kỷ 6 người Roma đã học được kỹ nghệ sản xuất tơ và tơ đã được sản xuất ở châu Âu, người Roma đã hoàn toàn chiếm lĩnh trong lĩnh vực sản xuất này. Từ Ý, dâu tằm được phát triển tới Hy Lạp, Áo và Pháp.
Ở Áo, dâu tằm được phát triển mạnh vào thế kỷ 9-11, ở Pháp trồng dâu nuôi tằm được bắt đầu từ năm 1340. Ngành dâu tằm của Pháp được thành lập vào cuối thế kỷ 17 và phát triển tới giữa thế kỷ 18. Trong thế kỷ 19, dâu tằm Pháp bị dịch tằm gai (Nosema) và bệnh đã lan truyền sang châu Âu và Trung Đông. Do đó ngành dâu tằm đã bị khủng hoảng do bệnh dịch này. Năm 1870 Louis Pasteur đã phát hiện ra bào tử gai là nguyên nhân gây bệnh và ông đã đưa ra cách loại trừ bệnh dịch này, do vậy mà ngành dâu tằm đã thoát khỏi khủng hoảng và nay được tiếp tục được mở rộng phát triển. Vì lợi ích kinh tế đem lại nên ngành dâu tằm tơ được nhiều nước quan tâm.

## Các loại tằm
Có bốn loại tơ tằm tự nhiên, loại sản xuất nhiều chiếm 95% sản lượng trên thế giới đó là tơ của tằm dâu và mục tiêu chính của tơ là tơ tằm dâu. Ngoài ra còn có loại khác đó là tơ tằm thầu dầu lá sắn, tơ tằm tạc, tơ tằm sồi.
Tằm dâu được con người khai thác trên 4.000 năm, tất cả các giống được nuôi hiện nay thuộc loài Bombyx mori L, nó được phân ra từ gốc tằm Mandarina có tên khoa học Bombyx mandarina (Moore).
Tằm dâu sau này được phân chia và xác định giống có nguồn gốc: Nhật Bản, Trung Quốc, châu Âu, Ấn Độ trên cơ sở phân bố địa lý hoặc gọi theo tính hệ như: độc hệ, lưỡng hệ, đa hệ hoặc gọi giống thuần chủng, giống lai (lai đơn, lai kép).
Tằm thầu dầu lá sắn có 2 loài Philosamia niconi (Hutt) hoặc Philosamia cynthia (Drury) thuộc loại tằm nhỏ ăn lá thầu dầu và lá sắn. Nó tạo ra tơ thô, kén không thích hợp cho ươm tơ, do đó nó thường được dùng để nấu và kéo sợi.
Tằm tạc thuộc loại tằm dại có nhiều giống:
- Tằm tạc Trung Quốc: Antheraea pernyi có sản lượng lớn trên thế giới.
- Tằm tạc Tasa: Antheraea mylitta (Dury).
- Tằm tạc Nhật Bản: Antheraea yamamai (Querin) cho tơ xanh.
- Tằm tạc Ấn Độ: Antheraea assamensis, ăn lá cây tạc (Terminalia) và một số cây tạc khác, giống tằm độc hệ hoặc lưỡng hệ kén có thể ươm tơ giống như tằm dâu. Có tầm quan trọng thứ 2 thế giới

Tằm dâu (Bombyx mori-Linnaeus) là loài côn trùng biến thái hoàn toàn, vòng đời trải qua 4 giai đoạn phát dục khác nhau: trứng, tằm, nhộng, ngài. Mỗi giai đoạn phát dục đều có một vai trò quan trọng trong đời sống con tằm.
- Giai đoạn tằm: là giai đoạn ăn lá dâu để tích luỹ dinh dưỡng, cơ thể tằm trong giai đoạn này lớn lên rất nhanh, tằm sắp chín (đủ dinh dưỡng) lớn gấp 8.000-10.000 lần so với tằm mới nở.
- Giai đoạn ngài: là giai đoạn trưởng thành con đực và con cái tìm nhau để giao phối và ngài cái đẻ trứng.
- Giai đoạn trứng: đối với trứng tằm đa hệ thì sau khi con cái đẻ trứng 8-10 ngày, ở 25 °C trứng sẽ nở thành tằm con. Đối với trứng tằm lưỡng hệ và độc hệ thì sau khi đẻ trứng đi vào trạng thái ngủ nghỉ và bắt buộc trứng phải qua lạnh. Vì đây là đặc tính di truyền của tằm lưỡng hệ và độc hệ được hình thành trong điều kiện giá lạnh của vùng ôn đới, sau 4-5 tháng lạnh của mùa đông thì trạng thái ngủ nghỉ (hay còn được gọi là hưu miên) bị phá vỡ và trứng được nở ra tằm con. Người ta đã lợi dụng đặc tính này của trứng tằm để bảo trứng lâu dài. Đi với nó là các phương pháp đánh thức ngủ nghỉ bằng các biện pháp nhân tạo.

Đặc điểm trứng tằm: hình bầu dục, nhỏ, dẹt, bên ngoài có vỏ cứng, tuỳ theo giống mà trứng có hình dạng khác nhau, trứng tằm độc hệ lớn nhất, sau đến là trứng lưỡng hệ, trứng tằm đa hệ là bé nhất, trứng có màu trắng sữa hoặc hơi vàng, trên mặt trứng có nhiều lỗ khí.

## Tầm quan trọng kinh tế, xã hội, môi trường

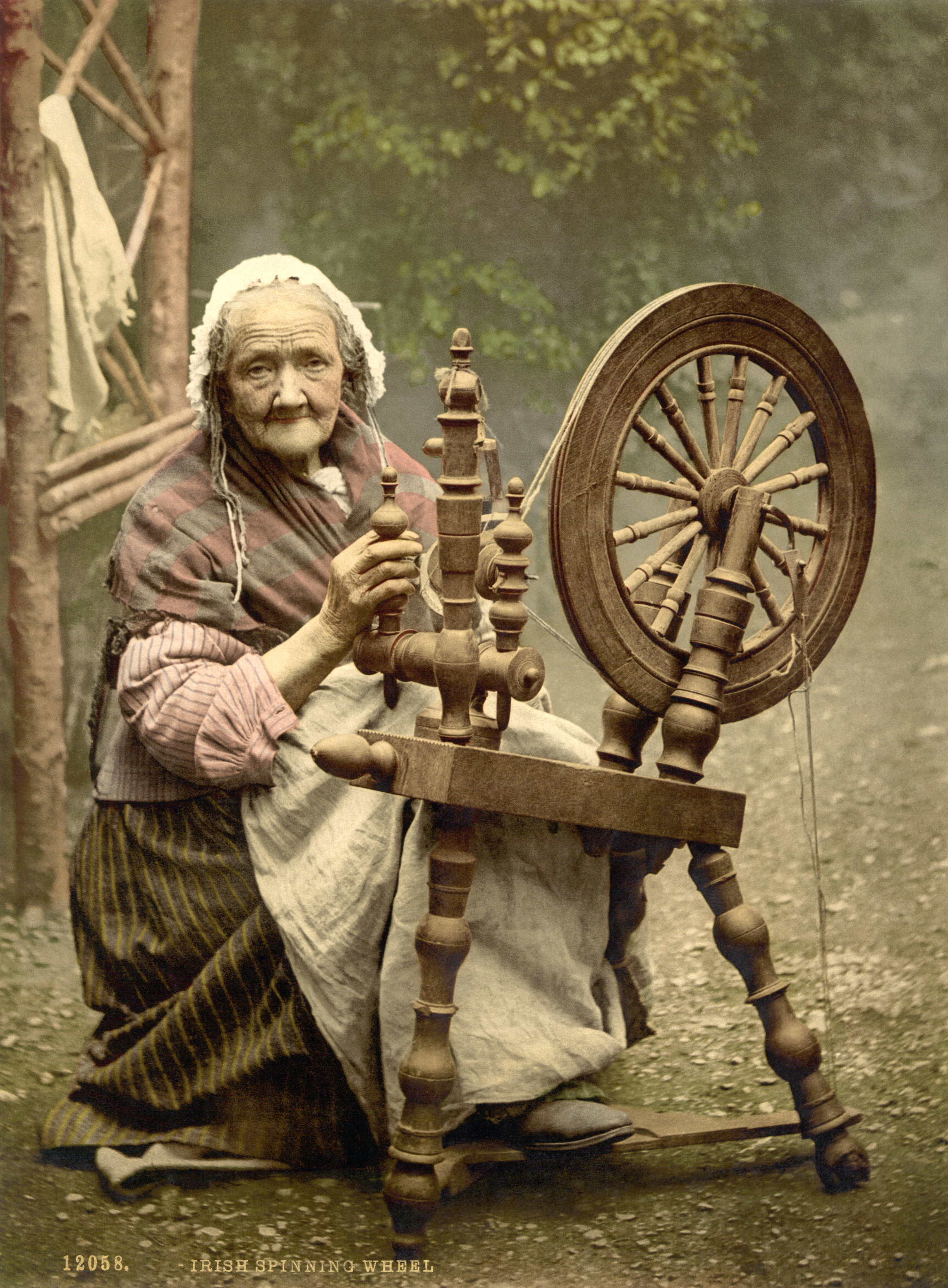
Một bà lão người Ireland đang quay tơ. Hình chụp vào khoảng năm 1890-1900.

Sợi tơ tằm được tôn vinh là "Nữ hoàng" của ngành dệt mặc dù sản lượng sợi tơ sản xuất ra thấp hơn nhiều so với các loại sợi khác như: bông, đay, gai... nhưng nó vẫn chiếm vị trí quan trọng trong ngành dệt, nó tô đậm màu sắc hàng đầu thế giới về mốt thời trang tơ tằm.
Dâu tằm vẫn là một nghề phát triển ở các nước phát triển như: Nhật, Nga, Trung Quốc, Hàn Quốc, Ấn Độ...
Còn ở các nước đang phát triển, như Việt Nam, dâu tằm là một nghề rất quan trọng nhất là ở các vùng nông thôn. Trồng dâu nuôi tằm đem lại hiệu quả kinh tế cao hơn nhiều so với các cây trồng khác, vì sản phẩm dâu tằm có giá trị cao, vòng quay lứa tằm ngắn chỉ có 20 ngày. Đồng thời, cây dâu tằm có thể trồng được ở những vùng có điều kiện đất đai xấu và khí hậu khắc nghiệt mà vẫn sinh trưởng phát triển tốt, cho sản lượng lá dâu cao để cho tằm ăn và thu nhập dâu tằm đem lại thường cao hơn các cây trồng khác. Ở vùng nhiệt đới, trồng dâu tằm không chỉ đáp ứng thu nhập quanh năm mà nó còn giải quyết nhiều lao động nhàn dỗi tại nông thôn. Mặt khác, trồng cây dâu tằm còn làm tăng độ che phủ xanh trên các bãi đất trống (đất hoang) tham gia vào điều hòa tiểu khí hậu môi trường vùng đó.

## Cây dâu
- Phân bố: Cây dâu ưa khí hậu mát và khoẻ nên mọc được ở nhiều vùng đất, mọc nhiều ở vùng nhiệt đới, còn vùng ôn đới thì mọc vào mùa hè.
- Đặc tính sinh học: Là cây lâu năm thân gỗ, sống lâu năm, tuổi thọ 8-12 năm, cho năng suất từ năm thứ 2 đến năm thứ 8. Nếu đất tốt, chăm sóc tốt tuổi thọ 50 năm. Thân cành nhiều nhựa không gai, trên thân cành có nhiều mầm, mầm đỉnh, mầm nách, khi cắt tỉa mầm có khả năng cho bật mầm. Lá hàng năm rụng vào mùa đông. Rễ ăn sâu và rộng 2–3 m, nhưng phân bố nhiều ở tầng đất 10–30 cm và rộng theo tán cây.
- Sinh thái cây dâu: Nhiệt độ thích hợp 25-32 °C còn trên 40 °C hoặc dưới 12 °C hạn chế sinh trưởng. Là cây ưa ánh sáng.
- Đất và dinh dưỡng trong đất: Cần đất tơi xốp, giữ ẩm, giữ nhiệt, tầng canh tác dày, đất không quá chua hoặc quá mặn, mực nước ngầm thấp. Các dinh dưỡng cần thiết: Đạm (N), Lân (P2O5), Kali (K2O), Calci (Ca).
- Tùy theo điều kiện thời tiết trong năm mà quá trình sinh trưởng phát dục trải qua 2 thời kỳ: thời kỳ sinh trưởng dinh dưỡng (khi gặp điều kiện thuận lợi) và thời kỳ ngủ đông (khi nhiệt độ thấp cây ngừng sinh trưởng).

## Tằm dâu
- Tằm là một loài côn trùng biến thái hoàn toàn vòng đời trải qua 4 giai đoạn phát dục: Trứng, tằm, nhộng (kén), ngài.
- Tằm dâu căn cứ vào số lứa nuôi trong một năm mà người ta phân ra: tằm độc hệ, tằm lưỡng hệ, tằm đa hệ.
- Sinh thái của tằm dâu: thích hợp với nhiệt độ 25-26 °C, 70-85%, thích ánh sáng mờ đều hoăc tối, cần không khí thông thoáng.
- Các bệnh hại tằm dâu: đó là các bệnh tằm gai, bệnh tằm do virus, bệnh tằm do vi khuẩn, bệnh tằm vôi, nhặng hại tằm, Bệnh ngộ độc tằm.
- Để phòng trừ bệnh tằm: cần thiết phải có các biện pháp Phòng trừ tổng hợp bệnh tằm.

## Tơ kén
- Kén tằm là vỏ bọc bên ngoài của nhộng tằm do những sợi tơ tạo nên từ chất protein trong tằm chín giúp chống đỡ điều kiện ngoại cảnh và kẻ thù tự nhiên.

Cách đây hàng nghìn năm người ta đã khám phá sản xuất sợi tơ tằm từ kén tằm: đó là kén tằm bị mềm đi trong nước nóng và các sợi tơ có thể được kéo ra, sợi to mảnh, chắc dai, và đồng nhất có thể sản xuất ra vải đẹp và bền.
Kén tằm có phẩm chất tốt không nhất thiết phải có kích thước lớn mà cần mẩy, nhiều tơ, ít áo kén, dễ kéo tơ và kén phải đồng dạng về hình dạng và kích thước.
Kén tằm tốt do các yếu tố: giống và chăm sóc khi tằm chín bỏ lên né (mật độ, nhiệt độ, ẩm độ, thông thoáng, ánh sáng).
Đặc điểm chủ yếu kén ươm: màu sắc, hình dạng kén, kích thước, độ cứng, nếp nhăn, trọng lượng kén, trọng lượng vỏ và tỷ lệ vỏ.
- Sợi tơ tằm (tơ đơn) là sợi tạo nên kén tằm, nó gồm 2 sợi nhỏ tiết ra từ cặp tuyến tơ của tằm chín và dán chặt vào nhau, được bao phủ bởi 1 lớp keo (sericin - có thể biến động từ 28-30% tuỳ theo giống tằm, nó làm cho sợi to thô ráp và cứng, khi kéo tơ bị người ta tẩy sạch).

Đặc điểm chủ yếu của tơ: chiều dài tơ đơn và độ mảnh tơ. Sợi tơ có thể hút ẩm, bị ảnh hưởng bởi nước nóng, axit, base, muối kim loại, chất nhuộm màu.
Chất lượng sợi tơ được đánh giá theo cấp độ: A, 2A, 3A, 4A, 5A, 6A. Ngoài ra chất lượng tơ được đánh giá thấp hơn sẽ là: B, C, D, E...
Lịch sử đánh giá kiểm nghiệm chất lượng tơ: Năm 1915 cuộc thi về dâu tằm do hội Dâu tằm châu Mỹ. Trong các năm 1921 và 1927 hai uỷ ban kiểm nghiệm tơ được thiết lập ở Trung Quốc và Nhật Bản. Năm 1927-1928, hai hội nghị quốc tế được tổ chức ở Ycohama, Nhật Bản và New York Mỹ với các nước tham gia như: Nhật Bản, Trung Quốc, Ý, Pháp và các nước tiêu thụ nhiều tơ ở Châu Mỹ và Anh thống nhất phương pháp kiểm nghiệm và xếp loại tơ.
Ở Việt Nam tiêu chuẩn này được áp dụng từ ngày 1 tháng 1 năm 1980.

## Việt Nam
Bảo Lộc là trung tâm tơ tằm ở Việt Nam. Mỗi năm khu vực này sản xuất hơn 1.000 tấn tơ tằm, 2,9 triệu mét lụa, chiếm 80% sản lượng tơ lụa toàn quốc, đa số bán sang Nhật Bản, Ấn Độ, các nước châu Âu và Trung Đông.